# Pławikonik sargassowy
Pławikonik sargassowy, pławikonik plamisty (Hippocampus guttulatus) – gatunek ryby igliczniokształtnej z rodziny igliczniowatych (Syngnathidae).

## Występowanie
Północny Atlantyk od Irlandii do północno-zachodnich wybrzeży Afryki, Madera, Wyspy Kanaryjskie, Morze Śródziemne i Morze Czarne.
Żyje w płytkich wodach wśród wodorostów, zwłaszcza na łąkach trawy morskiej. Większość czasu spędzają prawie nieruchomo, mocno przyczepione chwytnym ogonem do wodorostów.

## Cechy morfologiczne
Osiąga maksymalnie do 15 cm długości. Ciało okryte skórnym pancerzem złożonym z 48–50 pierścieni kostnych, które w miejscach styku mają podwyższone krawędzie. Głowa zgięta w kierunku tułowia, co upodabnia wygląd do konika szachowego. Trzon ogonowy przekształcony w chwytny ogon. Długi, rurkowaty pysk, zakończony bardzo małym otworem gębowym. Płetwa grzbietowa podparta 18–21 miękkimi promieniami, odbytowa – 4, a piersiowa 15–16. Płetwy brzusznej i ogonowej brak. 
Ubarwienie zielonkawe lub brązowe, czasami z delikatnymi białymi cętkami, na brzegach pierścieni kostnych.

## Odżywianie
Żywi się zooplanktonem. Pokarm pobiera zasysając go do długiego pyska, dzięki wytwarzaniu silnego podciśnienia. 

## Rozród
Trze się od maja do lipca. Samica wstrzykuje ikrę do torby lęgowej na brzuchu samca. Zarodki rozwijają się w torbie lęgowej samca, po 4–5 tygodniach samiec wydaje na świat w pełni rozwinięte młode.